# تراوگوت بوره
تراوگوت بوره (آلمانی: Traugott Buhre; ۲۱ ژوئن ۱۹۲۹ – ۲۶ ژوئیهٔ ۲۰۰۹) بازیگر اهل آلمان بود.
از فیلم‌ها یا برنامه‌های تلویزیونی که وی در آن نقش داشته‌است می‌توان به آناتومی، با اشک‌های گرمم، به دنبال حقیقت و درک اشاره کرد.